# Los Aceviños (Hermigua)
Los Aceviños es un caserío del municipio de Hermigua en la isla de La Gomera (Canarias, España). Está situado junto al dominio forestal, en la cabecera del Barranco de Liria, afluente del Barranco de Hermigua, a 900 metros de altitud. Debido a las dificultades orográficas que dificultan su comunicación directa con el Valle de Hermigua, su principal acceso es a través del municipio de Agulo. 

## Demografía
Aparece por primera vez citado en el “Diccionario Estadístico-Administrativo” de Pedro de Olive en 1865, figurando con 10 habitantes. Probablemente se pobló en la primera mitad del siglo XIX, coincidiendo con la roturación del límite forestal.
El caserío llegó a contar con 200 habitantes, dedicados al cultivo de viña, papas y frutales, y a la ganadería. Sin embargo, en la década de 1980 sufrió un fuerte descenso poblacional, contando en 1991 con solo 28 habitantes. En 2003 se recuperó de dicho descenso poblacional alcanzando en 2008 los 81 habitantes.
| 2000 | 2001 | 2002 | 2003 | 2004 | 2005 | 2006 | 2007 | 2008 | 2009 | 2010 | 2011 | 2012 | 2021 |
| ---- | ---- | ---- | ---- | ---- | ---- | ---- | ---- | ---- | ---- | ---- | ---- | ---- | ---- |
| 30   | 31   | 37   | 72   | 68   | 61   | 58   | 81   | 81   | 77   | 72   | 87   | 83   | 47   |